# Château de Ballainvilliers
Le château de Ballainvilliers est un château français situé dans la commune de Ballainvilliers, en pays Hurepoix, dans le département de l'Essonne et la région Île-de-France, à vingt-et-un kilomètres au sud-ouest de Paris.

## Situation
Le château de Ballainvilliers est situé rue du Général-Leclerc, dans la ville homonyme, sur la rive droite de la rivière l'Yvette, en bordure de l'ancienne route royale d'Orléans devenue la route nationale 20.

## Histoire
Le château est construit au XVIIe siècle pour Nicolas Lepagnol de Fontenoy. Il est vendu à la Révolution comme bien national et est racheté par la famille du baron Charles Bernard de Ballainvilliers (1757-1835), chancelier de Monsieur, frère du roi Louis XVIII. Après être passé de mains en mains, il devient la propriété des sœurs de Saint Vincent de Paul en 1877 qui en font un orphelinat. Au XXe siècle, il devient un centre de colonies de vacances. En 1994, il est acquis par la commune qui le transforme en centre culturel.

## Architecture
Il ne reste que l'aile gauche et la chapelle du bâtiment original.

## Pour approfondir